# NIC-55
La NIC-55  es una importante carretera nacional clasificada como colectora principal en Nicaragua. Esta vía comienza en el Sur en la NN-16 en Susucayán, Departamento de Nueva Segovia y culmina en el Norte en el Centro de El Rosario, departamento de Nueva Segovia.

## Extensión
Con una extensión de 28,26 millas (45,5 km), la NIC-55 juega un rol clave en la conectividad y transporte de la región.